# Go'bitar 2 En slags samlingskassett ... alltså
Go'bitar 2 En slags samlingskassett ... alltså är en VHS med några av de flera omtyckta produktionerna av Galenskaparna och After Shave samlade på en kassett.
1. Början
2. När helvetet kom till byn
3. Perry Mason on ice
4. Farbror Frej: Autobahn
5. Husvagn
6. Påflugen på
7. Kontrollanten
8. Bragdmamma
9. Dokument bortifrån
10. Barkis
11. Astors bossa
12. Bara ben
13. Provhytten
14. Ineffektiv
15. Knut på linjen
16. Molekylen
17. Paret Assarsson från hembygdsföreningen
18. Lämna bilen
19. Telefonsamtalet
20. Hämta bilen
21. Under en filt i Madrid

Ur produktionerna: 
- Träsmak (18, 19, 20)
- Cyklar (1, 7, 21)
- Macken TV-serien (5, 10)
- En himla många program (2, 4, 6, 9, 13, 15, 16)
- Grisen i säcken (11, 12)
- Tornado (3)
- Lyckad nedfrysning av herr Moro (14)
- Stinsen Brinner (8, 17)